# Acteocina carinata
Acteocina carinata är en snäckart som först beskrevs av Carpenter 1856.  Acteocina carinata ingår i släktet Acteocina och familjen Cylichnidae. Inga underarter finns listade i Catalogue of Life.